# Reinhold Gettinger
Reinhold Gettinger (* 4. Oktober 1935; † 17. Dezember 2004) war ein deutscher Fußballspieler, der als Aktiver der Vereine SpVgg Fürth und 1. FC Nürnberg in den Jahren 1956 bis 1963 in der Fußball-Oberliga Süd 102 Spiele absolviert und dabei 23 Tore erzielt hat. Für den „Club“ hat er in der Debütrunde der Fußball-Bundesliga, 1963/64, noch elf Bundesligaspiele bestritten, ehe er infolge eines komplizierten Beinbruches im Dezember 1963 seine Karriere 1964 vorzeitig beenden musste.

## Laufbahn

### Fürth, bis 1960
Hervorgegangen aus der Jugendabteilung seines Heimatvereines TSV Baiersdorf, danach in der A-Klasse Mittelfranken die ersten Erfahrungen im Seniorenbereich gesammelt, führte Gettinger sein sportlicher Weg 1955 zur SpVgg Fürth in die Fußball-Oberliga-Süd. Unter Trainer Hans Schmidt debütierte er 1956/57 in der höchsten Liga von Süddeutschland. Beim Auswärtsspiel am 26. August 1956 gegen den VfB Stuttgart kam er im Angriff an der Seite der Mitspieler Max Appis, Klaus Kuhnert und Karl Schmidt zu seinem Oberliga-Einstand. Insgesamt absolvierte er in seiner ersten Runde im Vertragsfußball 18 Ligaspiele und erzielte bei der Erringung des sechsten Platzes durch die „Kleeblatt-Elf“ sechs Tore. Der vom TV 48 Erlangen an den Ronhof gekommene neue Angreifer Klaus Kuhnert erzielte in dieser Runde in 21 Spielen 20 Tore. Es folgten zwei Runden unter Trainer Jenő Csaknády, ehe sich Gettinger nach der Saison 1959/60 – mit Trainer Horst Schade –, vom fränkischen Lokalrivalen 1. FC Nürnberg anwerben ließ. Mit dem letzten Rundenspiel am 30. April 1960 beim Südmeister Karlsruher SC, Fürth verlor das Spiel mit 4:6 Toren, verabschiedete er sich vom Ronhof. Nach insgesamt 69 Oberligaspielen mit 16 Toren für die Spielvereinigung zog er einen Wechsel zum „Club“ vor.
Das löste einen großen Streit zwischen den Erzrivalen aus. Nachdem sich die Wogen geglättet hatten, einigten sich „Clubberer“ und „Kleeblättler“ darauf, dass bis zum Juli 1966 kein Spieler des jeweils anderen Vereines ohne ausdrückliche Zustimmung des abgebenden Vereines unter Vertrag genommen werden dürfe. Gettinger wurde für ein Jahr gesperrt und konnte deshalb erst zur Saison 1961/62 beim „Club“ – dieser hatte 1961 die deutsche Meisterschaft errungen – wieder am Ligaspielbetrieb teilnehmen.

### Nürnberg, bis 1964
In der Mannschaft von Trainer Herbert Widmayer kam „Bobby“ Gettinger 1961/62 auf 18 Einsätze in der Oberliga Süd und erzielte zur Erringung der Meisterschaft in Süddeutschland sechs Tore. Seinen Einstand in der „Club“-Elf hatte er am ersten Rundenspieltag, den 6. August 1961, beim 1:0-Auswärtserfolg beim SSV Reutlingen gegeben. In der Endrunde um die deutsche Meisterschaft war er in den Gruppenspielen gegen Borussia Neunkirchen und Schalke 04 aktiv und stand auch in der Finalformation für das Endspiel am 12. Mai 1962 im Berliner Olympiastadion gegen den Westmeister 1. FC Köln. Beim klaren 4:0-Erfolg der „Geißböcke“ hatte der „Club“-Sturm mit Gustav Flachenecker, Max Morlock, Heinz Strehl, Gettinger und Richard Albrecht aber keine Chance gegen die Klasse der von Leo Wilden und Karl-Heinz Schnellinger angeführten Kölner Defensive. Im Europapokal der Landesmeister hatte er in den vier Spielen gegen Drumcondra Dublin und Fenerbahçe Istanbul auch internationale Erfahrung sammeln können. Als zu Beginn der Runde 1962/63 der DFB-Pokal 1962 ausgespielt wurde, wirkte Gettinger in den Spielen gegen Saar 05 Saarbrücken und VfV Hildesheim mit. Er bildete dabei mit Ferdinand Wenauer und Stefan Reisch die Nürnberger Läuferreihe. Im Halbfinale gegen Eintracht Frankfurt und im siegreichen Endspiel gegen Fortuna Düsseldorf war er nicht im Einsatz.
Im letzten Jahr der erstklassigen Oberligaära, 1962/63, erreichte Gettinger mit Nürnberg die Vizemeisterschaft und zog wiederum mit seinen Mannschaftskameraden in die Endrundenspiele ein. In den Gruppenspielen kam er gegen die Konkurrenten Hertha BSC, 1. FC Kaiserslautern und den 1. FC Köln, die Kölner zogen in das Finale ein, auf vier Einsätze. Am 18. Oktober 1962 war er beim 0:0-Remis gegen AS Saint-Étienne im Europapokal der Pokalsieger aktiv gewesen. Gustav Flachenecker war vom Angriff auf die rechte Außenläuferposition gerückt und Gettinger kam auf 15 Oberligaeinsätze mit einem Tor.
Die erste Bundesligasaison 1963/64 begann dagegen der „Club“ mit der Standardläuferreihe Gettinger, Wenauer, Reisch. Der Rundenstart brachte am 24. August 1963 ein 1:1-Remis bei Hertha BSC. Bis zum 19. Oktober hatte „Bobby“ Gettinger acht Spiele bestritten und Nürnberg stand mit 8:8 Punkten auf dem 9. Tabellenplatz. Nach dem neunten Spieltag, den 26. Oktober 1963, der „Club“ verlor das Heimspiel gegen den 1. FC Kaiserslautern ohne Gettinger mit 0:5 Toren, wurde Trainer Herbert Widmayer zum 30. Oktober 1963 als erster Trainer in der neuen Bundesliga entlassen und durch Jenö Csaknady ersetzt. Am 7. Dezember 1963 – es war sein elftes Ligaspiel – erlitt Gettinger in der 55. Spielminute bei der 0:2-Auswärtsniederlage bei Eintracht Braunschweig einen komplizierten Beinbruch und musste deshalb im Sommer 1964 vorzeitig seine Karriere beenden.
Später war er als Trainer im Amateurbereich bei seinem Heimatverein TSV Baiersdorf und der SpVgg Büchenbach tätig.